# Aeroportul Pine Ridge
Aeroportul Pine Ridge (IATA: XPR, ICAO: KIEN, FAA LID: IEN) este un aeroport din Dakota de Sud, Statele Unite ale Americii ce deservește zona Pine Ridge⁠(d). A fost numit după zona deservită.
Situat la o altitudine de 1.016 m, aeroportul dispune de 1 pistă.

## Infrastructură

### Piste
Aeroportul dispune de o singură pistă. Pista 12/30 are suprafața de asfalt și dimensiunile 5.000 picioare × 75 picioare. 